# Монтічелло-д'Альба
Монтічелло-д'Альба (італ. Monticello d'Alba, п'єм. Montisel) — муніципалітет в Італії, у регіоні П'ємонт,  провінція Кунео.
Монтічелло-д'Альба розташоване на відстані близько 490 км на північний захід від Рима, 45 км на південний схід від Турина, 50 км на північний схід від Кунео.
Населення — 2314 осіб (2014).

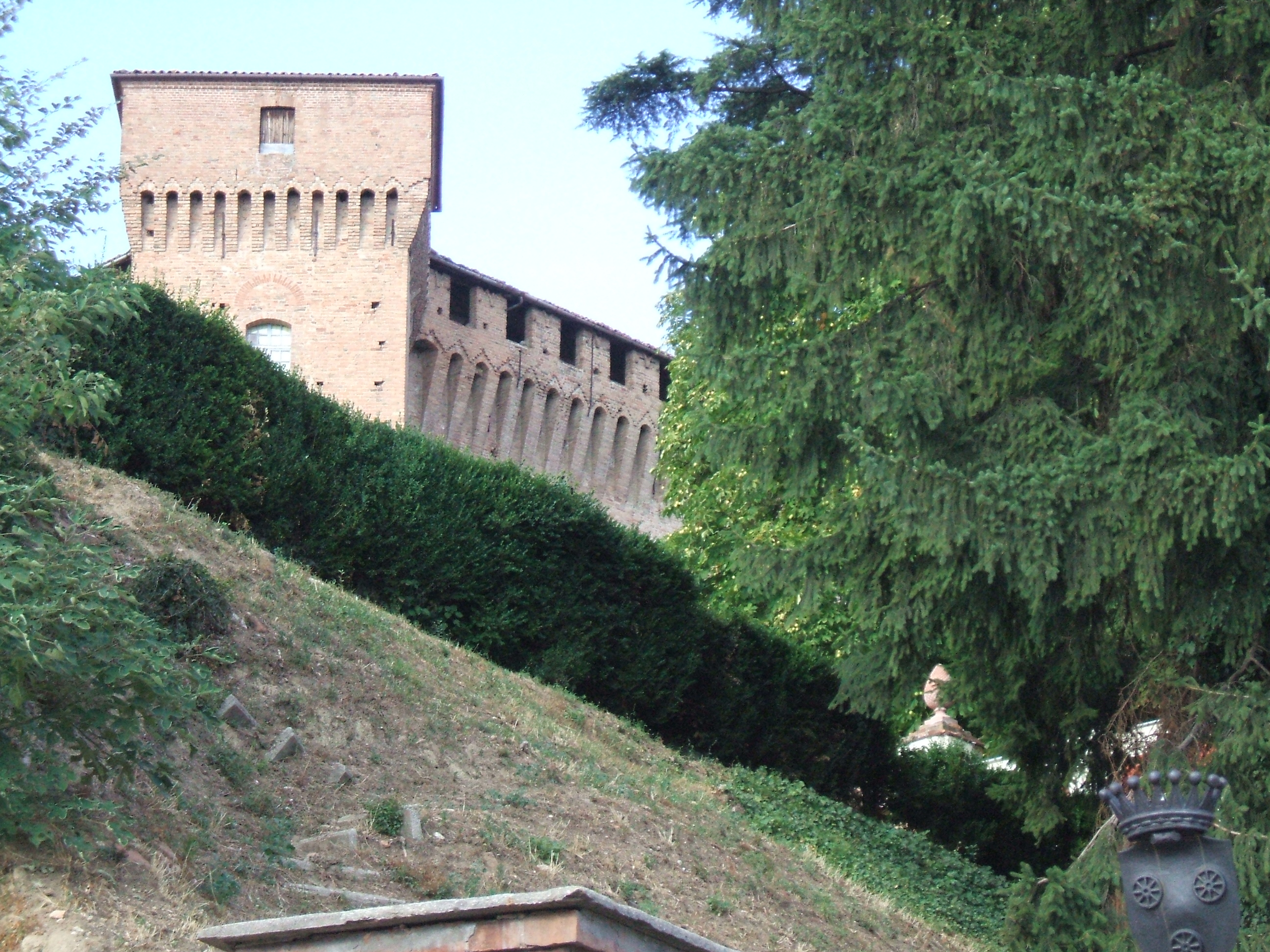

Щорічний фестиваль відбувається 30 серпня. Покровитель — San Felice.

## Демографія
Населення за роками:

Станом на 1 січня 2023 року в муніципалітеті офіційно проживали 223 іноземці з 24 країн, серед них 108 громадян країн Євросоюзу та 4 громадяни України.

## Сусідні муніципалітети
- Альба
- Корнеліано-д'Альба
- Покапалья
- Родді
- Санта-Вітторія-д'Альба
- Соммарива-Перно